# Wilkomsfeld
Wilkomsfeld ist ein Ortsteil der Gemeinde Eitorf im Rhein-Sieg-Kreis.

## Lage
Der Weiler Wilkomsfeld liegt im Nutscheid in 260 m ü. NHN. Nachbarorte sind Plackenhohn und Schneppe.

## Geschichte
1885 hatte Wilkomsfeld fünf Häuser mit 20 Einwohnern.
1925 waren in Wilkomsfeld vier Haushalte verzeichnet, die Ackerer Johann Peter Holenfelder, Witwe Anton Kremer, Karl Schmitz und Witwe Siebertz.